# ترس از تاریکی
ترس از تاریکی (به انگلیسی: ?Are You Afraid of the Dark) نام رمانی است که توسط سیدنی شلدون نوشته شده‌است.
خلاصه داستان:زنی در خیابانهای شهربرلین ناپدید میشود،  مردی از برج ایفل به پایین پرت می شود , در دنور هواپیمایی کوچک دچار گردباد شده و سقوط می کند . در منهتن، زیر پل جسدی روی شنهای رودخانه افتاده است . در ابتدا به نظر می رسد تمامی این حوادث تصادفی اند، اما پلیس به زودی متوجه می شود که این چهار تن , از قربانیان گروهی بین المللی هستند  در این بین “کلی هریس” و “دایان استیونس” بیوه جوان دو تن از قربانیان در نیویورک باهم آشنا میشوند و …